# ハイメ・サンチェス・フェルナンデス
ハイメ・サンチェス・フェルナンデス（Jaime Sánchez Fernández、1973年3月20日 - ）は、スペインの元サッカー選手。ポジションはミッドフィールダー。

## 経歴
マドリード出身、RSDアルカラでプロキャリアをスタートし、1993年にレアル・マドリードに加入するとリザーブチームのレアル・マドリードCとレアル・マドリードBで過ごした。
1996-97シーズンにはラシン・サンタンデールにレンタル移籍するとプリメーラ・ディビシオンデビューを果たし主力に定着、レアル・マドリードに復帰すると1997-98シーズンのUEFAチャンピオンズリーグ優勝に貢献、決勝のユヴェントスFC戦にも82分から出場した。
1999年、アルド・ドゥシェルの前にデポルティーボ・ラ・コルーニャと契約し、1999-2000シーズンのクラブ史上唯一のリーグ優勝に貢献した。しかし、デポルティーボでプレーしたのはこのシーズンのみとなり、残りの契約期間はブンデスリーガのハノーファー96を含む複数のレンタル移籍で過ごした。
晩年はアルバセテ・バロンピエとラシン・フェロルに1シーズンずつ在籍したが共に降格し、2006年に33歳で現役を引退した。